# Tubulipora ingens
Tubulipora ingens is een mosdiertjessoort uit de familie van de Tubuliporidae. De wetenschappelijke naam van de soort is voor het eerst geldig gepubliceerd door Canu & Bassler in 1928.